# Hetényi István
| Hetényi István                            | Hetényi István                                                          |
| Kattints az alábbi külső linkek egyikére! | Kattints az alábbi külső linkek egyikére!                               |
| ----------------------------------------- | ----------------------------------------------------------------------- |
| Nem található szabad kép.(?)              |                                                                         |
| külső link · jogvédett                    | Hetényi István. Lengyel László: a Nagy Öreg halála. 2008. november. 13. |

Hetényi István (Budapest, 1926. augusztus 3. – Budapest, 2008. november 11.) magyar közgazdász, reformer, egyetemi tanár, 1980–1986 között pénzügyminiszter, korábban az Országos Tervhivatal elnökhelyettese (1964-től), majd államtitkára (1973–1980).

## Életpályája
Édesapja Hetényi Géza kétszeres Kossuth-díjas (1950, 1955) belgyógyász professzor, édesanyja Wabrosch Margit (1894–1967) tanítónő volt. 1948-ban a József Nádor Műegyetem Közgazdasági Karán végzett és doktorált, és itt Heller Farkas tanszékén alkalmazásban is állt: Heller professzor szellemi iskolájának képviselőjének tekinthető. Először a Gazdasági Főtanácsnál, majd az Országos Tervhivatalnál dolgozott (1948–1980). Az 1968-ban bevezetett új gazdasági mechanizmust évekig előkészítő tervezési munkacsoport vezetője. Az 1987-es bankreform és az 1988-as adóreform előkészítésében kulcsszerepe volt. 1980. június 27. – 1986. december 31. között pénzügyminiszter. 
1987-től a Budapesti Közgazdaságtudományi Egyetem professzora volt, nyugdíjazása után is tartott előadásokat. 1989-től, majd a rendszerváltás után is a magyarországi privatizációt felügyelő/elősegítő ún. Kék Szalag bizottság egyik szervezője.
A Magyar Közgazdasági Társaság újjászervezője. Az Aegon biztosító társaság felügyelőbizottsági elnöke, a Fotex, a Budapesti Fesztiválzenekar, a GKI Igazgatóságának munkájában vett részt kuratóriumi elnökként, tanácsadóként, szakértőként.
Számos külföldi közgazdasági művet is adaptált, mint pld. Joseph E. Stiglitz: A kormányzati szektor gazdaságtana című művét.
Gyermekei Hetényi Zsuzsa (1954) irodalomtörténész, műfordító, és Hetényi Géza ügyvéd (1950–2016). Unokái lányától Hetényi György (1980) geofizikus, a Lausanne-i Egyetem (UNIL) professzora, és Hetényi Dénes (1986). 

## Írásai
Cikkei a Társadalmi Szemlében, a Közgazdasági Szemlében, valamint a Statisztikai Szemlében jelentek meg.

## Díjai, elismerései
- A Magyar Köztársasági Érdemrend középkeresztje a csillaggal (2002)
- Munka Érdemrend (1962)